# 女子高生の放課後アングラーライフ
『女子高生の放課後アングラーライフ』（じょしこうせいのほうかごアングラーライフ）は、井上かえるによる日本のライトノベル。イラストは白身魚が担当している。角川スニーカー文庫（KADOKAWA）より2021年10月に刊行された。第26回スニーカー大賞「優秀賞」受賞作（受賞時のタイトルは「私たちのアングラな日常」）。2023年4月29日には映画版が『放課後アングラーライフ』のタイトルで公開された。
友人だった女子たちから突然いじめの標的となり、友人という関係を恐れていた女子高生が関西の漁港町に転校したことをきっかけに、釣りを通して新たな友人関係や自分を取り戻していく姿が描かれる。
タイトルの「アングラー（angler）」は、英語で「釣り人」を意味する。

## あらすじ
東京の女子高生・追川めざしは、些細なことがきっかけで、少し前まで友だちだったはずの同級生からいじめの標的となり、SNSで陰湿で執拗な攻撃を受けるなど、卒業まであと2年、耐えきれない日々を送っていた。
そんなある日、父親から会社を退職して関西の海辺の町（実際は漁港町）で喫茶店を始めることになり、引っ越すことが決まったと知らされる。父は突然の転校を心配したが、めざしはこれで地獄から抜けられると安堵する。高校2年の6月のことだった。
めざしは関西の漁港町の高校に転校することになる。友だちが突然いじめの加害者に変わってしまった辛い経験から、もう友だちみたいな関係は作らないと、周りの顔色をうかがって作り笑顔で過ごそうとするめざしだったが、登校初日に同じクラスの白木須椎羅がめざしの名前を確かめるように話しかけてきて、「これは運命やでっ! めざしちゃん!」と迫ってくる。めざしは断り切れずに彼女が会長を務める海釣り同好会「アングラ女子会」に入会することになってしまう。
一度も釣りの経験のないめざしだったが、同好会のメンバーであるクール系女子・汐見凪と副会長で勝気な性格の間詰明里から釣りの基本を教えられ、女子高生アングラーとしての生活をスタートさせる。
そんな中、凪はめざしの不自然な笑顔や丁寧すぎる言葉使いなどの言動に違和感を持ち、過去のSNSを調べて、めざしに辛い過去があったことを知る。そして、めざしに自分たちはいじめたりしないから、もう取り繕った言葉や作り笑顔は必要ないと優しい言葉をかける。その言葉にめざしはほっとして救われた気持ちになる。
その日は皆で山神三平に車でガシラ釣りに連れて来てもらっていた。めざしが釣り上げたのは1匹だけだったが、断トツに大きなガシラで、皆におめでとうと言ってもらい「ガシラ釣り名人」の称号までもらっていた。めざしにとっては本当に楽しい日で、初めて皆と友だちになれると感じ、見えていた世界が別世界のように優しくなっていく。
その後、椎羅がめざしとの距離を縮めようと、ちょっとした悪戯のつもりで、釣り上げたハオコゼに刺されて毒が回ったと嘘をつき、椎羅を必死になって助けようとしためざしを笑ってしまい、めざしが激怒する出来事があった。それから気まずくなりかけるが、椎羅が入院してしまい、お見舞いに駆けつけためざしと椎羅は涙ぐみながら、お互いに心の内をさらけ出す。そして、側にいる凪と明里とも本物の居場所とかけがえのない友情を取り戻していく。

## 登場人物
追川めざし（おいかわ めざし）
内気で臆病な女子高生。前の学校でいじめを受けていたため、転校先では嫌われないように常に笑顔でいる。
もう失敗したくないから友人は必要ないと思っていたが、椎羅たちとの楽しい交流の中で本当の自分を取り戻していく。
白木須椎羅（しろぎす しいら）
めざしのクラスメイト。元気で天真爛漫な女子。海釣り同好会「アングラ女子会」の会長。めざしを半ば強引に入会させる。
魚の形のヘアピンを前髪に留めている。めざしに自分が使っていたルアー釣り用のロッドをあげている。
汐見凪（しおみ なぎ）
めざしのクラスメイト。「アングラ女子会」のメンバー。常に物事を冷静に見ている。
家は「お食事処しおみ」という食堂で、釣りの後は皆が集まって釣った魚を調理して食べるのが習慣となっている。
間詰明里（まづめ あかり）
めざしと同学年の生徒。「アングラ女子会」の副会長。勝気で直情的な性格。妄想しがちで暴走してしまうこともある。
椎羅のことが大好きで、椎羅といきなり親しくするめざしに対して、最初は良い感情を持っていなかった。
西川たかし（にしかわ たかし）
めざしたちのクラス、二年二組の担任。生徒と親しく接し、距離感があまりない。
山神三平（やまがみ さんぺい）
漁港町に住み農業を営んでいる。椎羅たちとは付き合いが長く、椎羅たちの釣り行に車（バン）を出している。
めざしの父
東京の会社を退職し、以前からの夢であった、関西の海辺の町（漁港町）で喫茶店のマスターとなる。
めざしの母
関西出身。引っ越し先の近くに実家がある。

## 作品の舞台
本作品の舞台は兵庫県たつの市で、めざしたちの住む漁港町は室津漁港となっている。めざしと椎羅がソフトクリームを一口交換して食べ、間接キスだと言った椎羅にめざしがドキッとした場所・道の駅（道の駅みつ）。ここには、めざしと椎羅が手を繋いで一緒に鳴らした「幸せに鳴る鐘」も作中そのままにある。

## 既刊一覧
- 井上かえる（著） / 白身魚（イラスト） 『女子高生の放課後アングラーライフ』 KADOKAWA〈角川スニーカー文庫〉、2021年10月1日発売[8]、ISBN 978-4-04-111608-1

## 映画
2023年4月29日に『放課後アングラーライフ』のタイトルで公開された。監督は城定秀夫、主演は映画初出演・初主演の十味とまるぴ。
追川めざしの気持ちを現すかのように、キャッチコピーは「釣りも、トモダチづくりも、まったくの初心者です。」となっている。

### キャスト

#### 主要人物
追川めざし（おいかわ めざし）
演 - 十味（#2i2）
女子高生。前の高校で同級生からいじめを受け、港町の女子高に転校することになる。
登校初日に同じクラスの椎羅から迫られ、海釣り同好会「アングラー女子会」に入会する。
白木須椎羅（しろぎす しいら）
演 - まるぴ
めざしの同級生。「アングラー女子会」の会長。歯切れの良い関西弁を使う。
間詰明里（まづめ あかり）
演 - 平井珠生
めざしの同級生。「アングラー女子会」の副会長。勝気な性格。
汐見凪（しおみ なぎ）
演 - 森ふた葉
めざしの同級生。「アングラー女子会」のメンバー。クール系女子。
めざしの母
演 - 中山忍
元教師。三者面談で自分の考えで進路を決めようとするめざしに少し寂しさを感じる。
めざしの父
演 - カトウシンスケ
仕事の関係で関西の漁港町に一家で引っ越す。気ままで自由。
地元の兄貴分
演 - 宇野祥平
めざしたちの釣りに車を出してくれるなど面倒見がいい。椎羅の母に思いを寄せている。
椎羅の母
演 - 西村知美
白木須釣具店を10年前に死別した夫から引き継いで経営している。
クラスの担任
演 - 三遊亭遊子
英語教師。めざしたちのクラスの担任。三者面談ではめざしの考えを親身に応援する。
たい焼きの店の主人
演 - 藤田朋子
めざしと明里が訪れ、椎羅のことで話し込んだ店の主人。

### スタッフ
- 原作 - 井上かえる『女子高生の放課後アングラーライフ』（角川スニーカー文庫 / KADOKAWA刊）[3]
- 監督・脚本 - 城定秀夫[3]
- 製作 - 菊池剛[3]、栗原忠慶[3]
- 企画 - 工藤大丈[3]、金井隆治[3]
- エグゼクティブスーパーバイザー - 井上伸一郎[3]
- プロデューサー - 小林剛[3]、宮内智史[3]、久保和明[3]
- 音楽 - 林魏堂[3]
- 撮影 - 渡邊雅紀[3]
- 照明 - 藤井隆二[3]
- 録音 - 松島匡[3]
- 主題歌 - #ババババンビ「ミカンセイ」（#HASHTAG RECORD）[3]
- 制作プロダクション - レオーネ[3]
- 配給 - マーメイドフィルム[3]
- 配給協力 - コピアポア・フィルム[3]
- 製作 -「放課後アングラーライフ」製作委員会（KADOKAWA、ハピネットファントム・スタジオ）[3]
- 製作協力 - ゼロイチファミリア[3]